# Gemmula gemmulina
Gemmula gemmulina is een slakkensoort uit de familie van de Turridae. De wetenschappelijke naam van de soort is voor het eerst geldig gepubliceerd in 1902 door Martens.